# Kamen Build New World: Kamen Rider Cross-Z
Série Kamen Rider Build
Kamen Rider Build NEW WORLD: Kamen Rider Grease
Pour plus de détails, voir Fiche technique et Distribution.
Kamen Rider Build NEW WORLD: Kamen Rider Cross-Z (仮面ライダービルドNEW WORLD　仮面ライークローズ, Kamen Raidā Birudo Nyū Warudo: Kamen Raidā Kurōzu) est un film japonais de type tokusatsu V-Cinema de Kamen Rider Build, centré sur le personnage de Ryuga Banjo et introduira la Muscle Galaxy Fullbottle. Accompagné de Kamen Rider Prime Rogue, il est immédiatement annoncé après l'épisode final de Kamen Rider Build. 
Il sera suivi le 27 novembre 2019 par Kamen Rider Build NEW WORLD : Kamen Rider Grease.

## Synopsis
Après que Sento ait fusionné les deux Terres et donc créé un nouveau monde sans Evolto, lui et Ryuga se retrouvent livrés à eux-mêmes. Le film raconte cela du point de vue de Ryuga.
Bien qu'ils aient vaincu Evolto, la vérité est un mystère. Que vont découvrir nos héros dans ce nouveau monde?
Un jour, Ryuga rencontre une mystérieuse femme, Yui Mabuchi, qui se souvient de Kamen Rider Cross-Z. Yui a été victime d’une expérience humaine dans le monde précédent et fut abandonnée.
Un nouvel ennemi du nom de Killbus apparaît via le panneau blanc de la Pandora Box; Cross-Z et Build s'opposent à lui pour l'empêcher de détruire la Terre. Killbus se révèle être le frère aîné d'Evolto et est considéré comme le pire membre de la tribu des Blood. Il copie l'apparition du célèbre danseur Satoshi Amagasaki et se transforme en Kamen Rider Killbus avec le Build Driver qu'il dérobe à Sento et un mystérieux objet appelé Killbuspider.
Ryuga et Yui sont également attaqués et ripostent, mais sont impuissants devant le pouvoir écrasant de Killbus.
Le pouvoir de Pandora Box réveille les souvenirs des anciens amis de Sento et de Ryuga et ils se réunissent avec Ryuga. 
Toutefois, leur aide n'est pas suffisante et pour vaincre cet adversaire qui semble tout-puissant, Cross-Z doit s'allier avec son vieil ennemi de toujours, Evolto pour vaincre Killbus et obtenir la Muscle Galaxy FullBottle et devenir Kamen Rider Cross-Z Evol ,.  Ryuga peut-il sauver l'univers et Yui ? Et quel est le but réel d'Evolto ?

## Fiche technique
- Titre : Kamen Rider Build NEW WORLD : Kamen Rider Cross-Z
- Titre original : 仮面ライダービルドNEW WORLD　仮面ライークローズ (Kamen Raidā Birudo Nyū Warudo: Kamen Raidā Kurōzu?)
- Titre alternatif : Masked Rider Build NEW WORLD: Kamen Rider Cross-Z
- Réalisateur : Kyohei Yamaguchi
- Créateur : Shōtarō Ishinomori
- Scénario : Shogo Muto
- Musique : CROSS[10] - J-CROWN & TaKu
- Société production : Toei
- Société distribution : Toei
- Pays :  Japon
- Langue : Japonais
- Genre : Tokusatsu
- Format image : 1080i HDTV
- Dates de sortie :
  -  Japon :  25 janvier 2019 (projection spéciale au cinéma)[11]
  -  Japon : 24 avril 2019 (DVD/Blu-Ray)

## Personnages originaux

### Yui Mabuchi
Yui Mabuchi (馬渕 由衣, Mabuchi Yui) est une jeune enseignante d'école primaire à la recherche de Kamen Rider Cross-Z, parce qu'elle a de faibles souvenirs de ce qui s'est passé avant que Sento ne fusionne les deux mondes, lorsqu'elle a été capturée par Faust et est morte à la suite de leur expérience avec les Lost Fullbottles. Après que Killbus a commencé le processus de destruction avec la Pandora Box, elle récupère tous les souvenirs de son alter-ego et reproche à Ryūga et aux autres Kamen Riders de ne pas l'avoir sauvée avec ses élèves, qui sont toujours dans le coma à cause des événements de l'ancien monde où ils ont été attaqués par les Guardians de Faust. Après la défaite de Killbus et la guérison de ses élèves avec le pouvoir de la Genius Fullbottle, elle pardonne Ryūga et aux autres Riders, l'aidant même dans la vente des expériences de Sento et commençant une nouvelle relation avec lui.
Yui Mabuchi est interprétée par Mariya Nagao (永尾 まりや, Nagao Mariya).

### Killbus
Killbus (キルバス, Kirubasu) est le frère aîné d'Evolto, l'ancien roi de la Planète Blood (ブラッド星, Buraddo-sei) qui l'a détruit pour le plaisir et le principal antagoniste de Build New World : Kamen Rider Cross-Z. Hédoniste qui vit pour détruire, il était responsable de la destruction de sa planète natale car son plan directeur est de détruire l'univers entier avec lui-même et le pouvoir de la Pandora Box. Utilisant l'apparence d'un célèbre danseur du nom de Satoshi Kakizaki après son apparition du Dernier Pandora Panel White, Killbus chasse Evolto du corps de Ryūga pour restaurer la Pandora Box et cherche à absorber Ryūga et Evolto dans le panel blanc pour obtenir l'énergie suffisante pour détruire l'univers. Il est ensuite battu par Ryūga sous la forme Cross-Z Evol.
En insérant le Killbuspider (キルバスパイダー, Kirubasupaidā) (l'araignée robotique de Sento convertie en un objet de transformation par Killbus) chargé avec le Killbus Spider (キルバススパイダー, Kirubasu Supaidā) Fullbottle, Killbus se transforme en Kamen Rider Killbus (仮面ライダーキルバス, Kamen Raidā Kirubasu). Killbus s'est transformé en Build avant d'adopter sa propre forme de Rider. Par lui-même, Killbus peut utiliser le Drill Crusher et le Kaizoku Hassyar comme ses armes et invoquer des Hazard Smash.
Killbus est doublé par Anri Katsu (勝 杏里, Katsu Anri). Tout en prenant les formes de Sento Kiryū et Satoshi Kakizaki, il est représenté par Atsuhiro Inukai et Gaku Shindo respectivement.

### Satoshi Kakizaki
Satoshi Kakizaki (柿崎 悟志, Kakizaki Satoshi)  est un danseur célèbre dont Killbus a copié l'apparence. Quand Killbus apparaît en public, Killbus a été fortement confondu avec le danseur lui-même, conduisant les médias à penser que "Satoshi Kakizaki" était devenu fou. Après la mort de Killbus, l'image publique de Kakizaki est redevenue normale.
Satoshi Kakizaki est interprété par Gaku Shindo (進藤 学, Shindō Gaku).

## Distribution[12]
- Eiji Akaso (赤楚 衛二, Akaso Eiji?) [13]: Ryūga Banjō (万丈 龍我, Banjō Ryūga?) / Kamen Rider Cross-Z (仮面ライダークローズ, Kamen Raidā Kurōzu?)
- Atsuhiro Inukai (犬飼 貴丈, Inukai Atsuhiro?) : Sento Kiryū (桐生 戦兎, Kiryū Sento?) / Kamen Rider Build (仮面ライダービルド, Kamen Raidā Birudo?)
- Gaku Shindo (進藤 学, Shindo Gaku?) : Satoshi Kakizaki (柿崎 悟志, Kakizaki Satoshi?), Killbus (apparence humaine) (キルバス, Kirubasu?) / Kamen Rider Killbus (仮面ライダーキルバス, Kamen Raidā Kirubasu?)
- Anri Katsu (勝 杏里, Katsu Anri?) : Killbus (voix) (キルバス, Kirubasu?) / Kamen Rider Killbus (仮面ライダーキルバス, Kamen Raidā Kirubasu?)
- Mariya Nagao (永尾まりや, Nagao Mariya?) : Yui Mabuchi (馬渕 由衣, Mabuchi Yui?)
- Yasuyuki Maekawa (en) : Sōichi Isurugi (石動 惣一, Isurugi Sōichi?), Evolto (エボルト, Eboruto?) / Blood Stalk (ブラッドスターク, Buraddo Sutāku?)  / Kamen Rider Evol (仮面ライダーエボル, Kamen Raidā Eboru?)
- Kensei Mikami (水上 剣星, Mikami Kensei?) : Gentoku Himuro (氷室 幻徳, Himuro Gentoku?) / Kamen Rider Rogue (仮面ライダーローグ, Kamen Raidā Rōgu?)
- Kōhei Takeda (武田 航平, Takeda Kōhei?) : Kazumi Sawatari  (猿渡 一海, Sawatari Kazumi?) / Kamen Rider Grease (仮面ライダーグリス, Kamen Raidā Gurisu?)
- Tetsuo Kanao (en) (金尾 哲夫, Kanao Tetsuo?) : Evolto (voix) (エボルト, Eboruto?)
- Katsuya Kobayashi (小林 克也, Kobayashi Katsuya?) : Voix du Build Driver et du Nebula Stream Gun
- Norio Wakamoto (若本 規夫, Wakamoto Norio?) : Voix du Sclash Driver, du Crocodile Crack Bottle, du Cross-Z Magma Knuckle

## Continuité
Le film se place après le dernier épisode de Kamen Rider Build et Kamen Rider Heisei Generations Forever. 